# Pariotrigona klossi
Pariotrigona klossi är en biart som först beskrevs av Schwarz 1939.  Pariotrigona klossi ingår i släktet Pariotrigona och familjen långtungebin. Inga underarter finns listade i Catalogue of Life.